# Šarić Struga
Šarić Struga je naselje u Republici Hrvatskoj, u sastavu Grada Ploča, Dubrovačko-neretvanska županija. 

## Stanovništvo
Prema popisu stanovništva iz 2011. godine, naselje je imalo 235 stanovnika.
| broj stanovnika |       |       |       |       |       | 7     |       |       | 140   | 167   | 207   | 220   | 270   | 259   | 248   | 235   | 194   |
|                 | 1857. | 1869. | 1880. | 1890. | 1900. | 1910. | 1921. | 1931. | 1948. | 1953. | 1961. | 1971. | 1981. | 1991. | 2001. | 2011. | 2021. |

## Sakralni objekti
| Crkva Velike Gospe |  | Crkva Velike Gospe  |
| Crkva Velike Gospe |  | Groblje s kapelicom |

### Crkva Velike Gospe
Podignuta je 2003. za vrijeme župnika fra Frane Lace prema nacrtu dipl. inž. arh. Ante Barbira. Betonska građevina sa zvonikom na preslicu nalazi se s istočne strane groblja. Duga je 16,35 i široka 8,50 metara.

### Grobljanska kapela
Sagrađena je 1970-ih za vrijeme župnika fra Aleksandra Ribičića na groblju u Šarić Strugi. Na vrhu pročelja je zvonik na preslicu za jedno zvono, a duga je 5 i široka 4,50 metara.